# Phorbia lobata
Phorbia lobata är en tvåvingeart som först beskrevs av Huckett 1929.  Phorbia lobata ingår i släktet Phorbia och familjen blomsterflugor. Inga underarter finns listade i Catalogue of Life.